# Šibtum
Šibtum, in anderen modernen Umschreibungen Shibtu (regierte ca. 1775 v. Chr.–ca. 1761 v. Chr., mittlere Chronologie), war die Frau von Zimri-Lim und Königsgemahlin im antiken Stadtstaat von Mari im Mesopotamien der Zeit des babylonischen Reiches. Nach dem Historiker Abraham Malamat war sie „die prominenteste der Frauen von Mari“.

## Leben
Šibtum wurde in der königlichen Familie des Königreichs Jamchad geboren. Ihre Eltern waren Jarim-Lim I., König von Jamchad, und Gashera, seine Königsgemahlin. Zimri-Lim war gezwungen, aus Mari zu fliehen, als sein Vater, der König, Jaḫdun-Lim, in einer Palastrevolte ermordet wurde und Jasmaḫ-Addu den Thron usurpierte. Jasmaḫ-Addu verbündete sich mit Jarim-Lim I., der ihm half, seinen Thron in Mari wiederzuerlangen, und ihr Bündnis wurde durch die Heirat von Zimri-Lim mit Šibtum besiegelt. Zimri-Lim und Šibtum hatten mindestens sieben Töchter. Eine von ihnen wurde zur Verwalterin einer nahegelegenen Stadt ernannt. Mehrere Töchter heirateten später in andere königliche Familien ein, darunter Ibbatum, die Himidiya, den König von Andarig, heiratete, und Inib-scharri, die Ibal-Addu, den Herrscher von Aschlakka, zum Mann nahm.
Šibtum genoss als Königin weitreichende administrative Befugnisse. Während Zimri-Lims Abwesenheit kümmerte sich Šibtum um die Verwaltung der Stadt, des königlichen Palastes und des Tempels. Die in Mari gefundenen Tafeln zeigen eine regelmäßige Korrespondenz zwischen Šibtum und ihrem Mann während seiner Abwesenheit. Die Briefe waren meist verwaltungstechnischer Natur und enthielten Berichte über den Zustand der Stadt sowie militärische und nachrichtendienstliche Informationen. Es wurden auch persönliche Briefe ausgetauscht, darunter einer, der den König über die Geburt eines Jungen und eines Mädchens, Zwillinge, informierte. Šibtums Briefe spiegeln eine tiefe Zuneigung zu ihrem Mann und die Sorge um seine Gesundheit und sein Wohlbefinden während seiner Feldzüge wider. Zimri-Lim schickte ihr ebenfalls Briefe, in denen er sie über seine Schlachten und seinen Aufenthaltsort auf dem Laufenden hielt und ihr Anweisungen für die Verwaltung der Stadt gab.
In einem Briefwechsel des Königspaars bittet Zimri-Lim seine Frau, das Orakel zu den Plänen seines langjährigen Verbündeten Hammurapi zu befragen. In ihrer Antwort informiert Šibtum Zimri-Lim über die Prophezeiung des Orakels, dass der babylonische Angriff auf Mari scheitern würde. Die Prophezeiung war jedoch falsch und die Babylonier unter Hammurabi plünderten und zerstörten Mari um die Jahre 1761 v. Chr. und 1759 v. Chr.

„Anfrage Zimri-Lim: Ask the oracles about Hammurabi of Babylon. Will this man ever die? Does he speak honestly with us? Will he declare war? Will he start a siege when I am on campaign in the north? Ask questions about that man. When you have done the questioning once, repeat it and write me all the answers to your questions. 
Antwort Šibtum: I have asked my questions about Babylon. That man is plotting many things against this country, but he will not succeed. My Lord will see what the god will do to him. You will capture and overpower him. His days are numbered and he will not live long. My Lord should know!“

Zusätzlich zu ihren politischen Aufgaben verwaltete und überwachte Šibtum ihren großen Haushalt und die Produktion der Palastwerkstätten.
Über ihr Leben nach der Zerstörung von Mari ist nichts bekannt.

## Nachleben
Judy Chicago widmete Šibtum eine Inschrift auf den dreieckigen Bodenfliesen des Heritage Floor ihrer 1974 bis 1979 entstandenen Installation The Dinner Party. Die mit dem Namen Shibtu beschrifteten Porzellanfliesen sind dem Platz mit dem Gedeck für Ištar zugeordnet.